# 36ª edizione dei Directors Guild of America Award
La 36ª edizione dei Directors Guild of America Award si è tenuta il 10 marzo 1984 e ha premiato i migliori registi nel campo cinematografico, televisivo e pubblicitario del 1983.

## Cinema
- James L. Brooks – Voglia di tenerezza (Terms of Endearment)
- Bruce Beresford – Tender Mercies - Un tenero ringraziamento (Tender Mercies)
- Ingmar Bergman – Fanny e Alexander (Fanny och Alexander)
- Lawrence Kasdan – Il grande freddo (The Big Chill)
- Philip Kaufman – Uomini veri (The Right Stuff)

## Televisione

### Serie drammatiche
- Jeff Bleckner – Hill Street giorno e notte (Hill Street Blues) per l'episodio Hitler, un comico mancato[2] (Life in the Minors)
- Corey Allen – Hill Street giorno e notte (Hill Street Blues) per l'episodio Addio Mr. Scripps[3] (Goodbye, Mr. Scripps)
- Christian Nyby – Hill Street giorno e notte (Hill Street Blues) per l'episodio C'è poco da stare gay![4] (Here's Adventure, Here's Romance)

### Serie commedia
- James Burrows – Cin cin per l'episodio La resa dei conti (parte 2) (Showdown, Part 2)
- James Drake – Buffalo Bill per l'episodio Woody Quits
- Noam Pitlik – Taxi per l'episodio Louie and the Blind Girl

### Film tv e miniserie
- Edward Zwick – Special Bulletin
- Daryl Duke – Uccelli di rovo (The Thorn Birds)
- John Erman – Chi amerà i miei bambini? (Who Will Love My Children?)

### Serie televisive quotidiane
- Sharron Miller – ABC Afterschool Specials per l'episodio The Woman Who Willed a Miracle
- G. Cullingham – ABC Afterschool Specials per l'episodio It's No Crush, I'm in Love
- Marlena Laird – General Hospital per la 242ª puntata

### Documentari e trasmissioni d'attualità
- Harry Moses – Our Times with Bill Moyers per la puntata Willy Loman Comes to China
- Alfred R. Kelman e Charles Bangert – The Body Human: The Living Code
- Charles Stone – Viewpoint: The Day After

### Trasmissioni musicali e d'intrattenimento
- Don Mischer – Motown 25: Yesterday, Today, Forever
- Emile Ardolino – NYC Ballet Salute to George Balanchine
- Daniel Feldman – Eubie Blake: A Century of Music

## Pubblicità
- Bob Brooks (ex aequo)
- Stuart Hagmann (ex aequo)
- Manny Perez – spot per Dr Pepper (Detective; Hunchback; Last Meal)
- Joe Pytka – spot per Bud Light (Boxer; Pairs; Rodeo)
- Neil Tardio – spot per United States Army (Father & Son), Xerox Corporation (Laser Printing)

## Premi speciali

### Premio D.W. Griffith
- Orson Welles

### Robert B. Aldrich Service Award
- Robert Wise